# バーンプルータールアン駅
バーンプルータールアン駅（バーンプルータールアンえき、タイ語:สถานีรถไฟบ้านพลูตาหลวง）は、タイ王国の中部チョンブリー県サッタヒープ郡にある、タイ国有鉄道東本線サッタヒープ支線の駅である。

## 概要
バーンプルータールアン駅は、タイ王国中部チョンブリー県の人口16万人が暮らすサッタヒープ郡にある、タイ国有鉄道東本線サッタヒープ支線の駅である。国道331号線が駅正面の直近を南北に走り、その反対側には町（タムボン）の役場がある。やや離れた位置の南北には主要道として国道3号線（スクムウィット通り）と国道332号線が東西に走り、共に駅から2 kmほどの位置で331号線と交わる。
当駅は、長らく東本線サッタヒープ支線の旅客駅としての終着駅であり、以降の末端区間は貨物専用線となっていたが、2023年11月のダイヤ改正にてチュックサメット駅まで列車運行区間が延伸したことで途中駅となった。
改正後も旅客列車の本数は据え置かれ、利便性はバスに比して劣るが、運賃の安さは他の交通機関を大きく引き離している。
当支線が属する東本線は旅客輸送の衰退をよそに、貨物輸送を重視した近代化が進められている。一例として、フアマーク駅 - レムチャバン駅間は複線区間（フアマーク駅 - チャチューンサオ駅間は3線）となった。
南東に位置するウタパオ国際空港（ラヨーン県）最寄り駅のひとつであるが、連絡交通機関は整備されていない。 

## 歴史
1908年1月24日に、東本線のクルンテープ駅 - チャチューンサオ駅が開業した。約81年後の1989年7月14日に、当駅を含むサッタヒープ駅まで延伸開業した 。
- 1908年1月24日【開業】クルンテープ駅 - チャチューンサオ駅 (60.99km)
- 1989年7月14日【開業】チャチューンサオ駅 - サッタヒープ駅 (134.51km)

## 駅構造
単式ホーム1面1線をもつ地上駅であり、駅舎はホームに面している。
広い駅構内には長大な貨物列車を交換可能な待避線や車両修繕設備も併設されているが、一角には長期留置中の車両が多くみられる。

## 運行列車
2024年現在、普通列車が毎日1往復走るのみであるが、週末運転の特急（1往復）が、上下列車とも停車する。

## 駅周辺
駅の西方に標高300 m程度の低い山々を望み、東方にはチョンブリー県とラヨーン県の境でもあるバーンパイ川（別名クローンバーンパイ（泰）คลองบางไผ่、バンコク郊外の同名運河とは異なる）が南北に流れる。
県境付近ということもあって当地は繁華街から離れており、未開発の山林も多く残るが、農地転換による新しい分譲住宅地が次々と出現している。主要道沿いを中心にロードサイド店舗や商店も点在するが、駅前は閑散としている。
チョンブリー県を含むタイ東部は政府主導の経済政策「東部経済回廊」（EEC)と位置付けられ、なかでも当駅付近のタイランド湾沿岸一帯は近年インフラ整備が重点的に進められている。2020年には高速道7号線がマープタープット工業団地まで延伸し、空港付近にインターチェンジが設置された。ちなみに同空港は3空港高速鉄道によってバンコクと結ばれる計画である（未着工、2029年以降完成予定）。
- ウタパオ国際空港 （南東、約4 km）
- 海軍航空博物館（南東、約3 km）[8]
- サッタヒープ・バスターミナル（西南西、約9 km）